# قره‌لر
قره‌لر روستایی است که در استان اردبیل، شهرستان اردبیل، بخش مرکزی، دهستان کلخوران قرار دارد.

## جمعیّت
بر اساس سرشماری سال ۱۳۸۵ جمعیّت این روستا ۷۹۲ نفر با ۱۴۱ خانوار بوده‌است.